# Regione di Cepheus OB3
La regione di Cepheus OB3 comprende un sistema di nubi molecolari e regioni H II associate a una grande associazione OB, nota come Cepheus OB3; il sistema prende il nome dalla costellazione boreale di Cefeo, nella cui direzione si osserva.
L'associazione si trova nel Braccio di Orione a una distanza di circa 725 parsec (2360 anni luce) dal sistema solare ed è suddivisa in due sottogruppi principali in base all'età delle sue stelle membri. Nella regione si trovano le nebulose a emissione Sh2-160 e Sh2-155; all'interno di quest'ultima sono state osservate diverse sorgenti infrarosse e getti molecolari, che indicano che nella nube si sta formando una terza generazione di stelle di grande e piccola massa.

## Osservazione

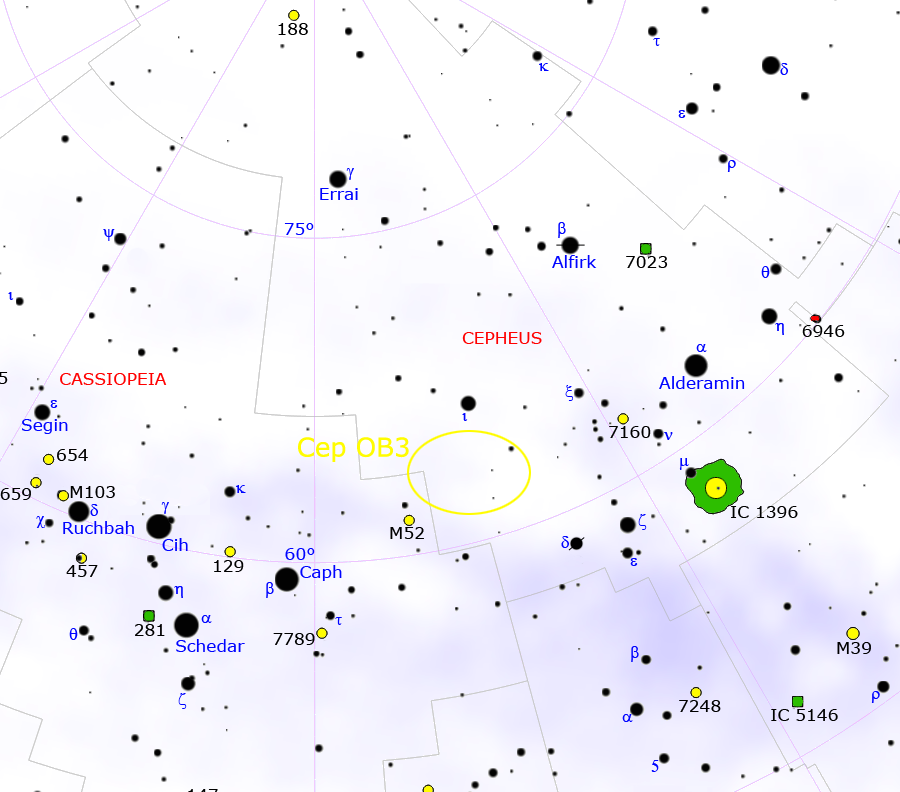
Mappa della regione di Cepheus OB3.

Il settore celeste in cui si osserva l'associazione Cepheus OB3 si trova nella parte sudorientale della costellazione di Cefeo, lungo la Via Lattea boreale, vicino al confine con Cassiopea; le sue stelle azzurre si confondono facilmente coi ricchi campi stellari di fondo visibili in questa direzione. Le componenti più luminose sono di magnitudine visuale 7 e 8 e non possono essere individuate ad occhio nudo, ma è comunque sufficiente un binocolo per poterle notare, a patto di riuscire a distinguerle fra le numerose stelle di pari luminosità osservabili in questa direzione. La più brillante, HD 217312, è di magnitudine 7,42.
La declinazione dell'associazione è fortemente settentrionale, favorendone l'osservazione dall'emisfero boreale, dove si presenta circumpolare fino alle basse latitudini; dall'emisfero australe il periodo di osservazione è quindi molto limitato e anche le aree in cui è visibile sono limitate alla fascia tropicale. I mesi adatti per la sua osservazione nel cielo serale sono compresi fra luglio e dicembre.

## Caratteristiche e struttura

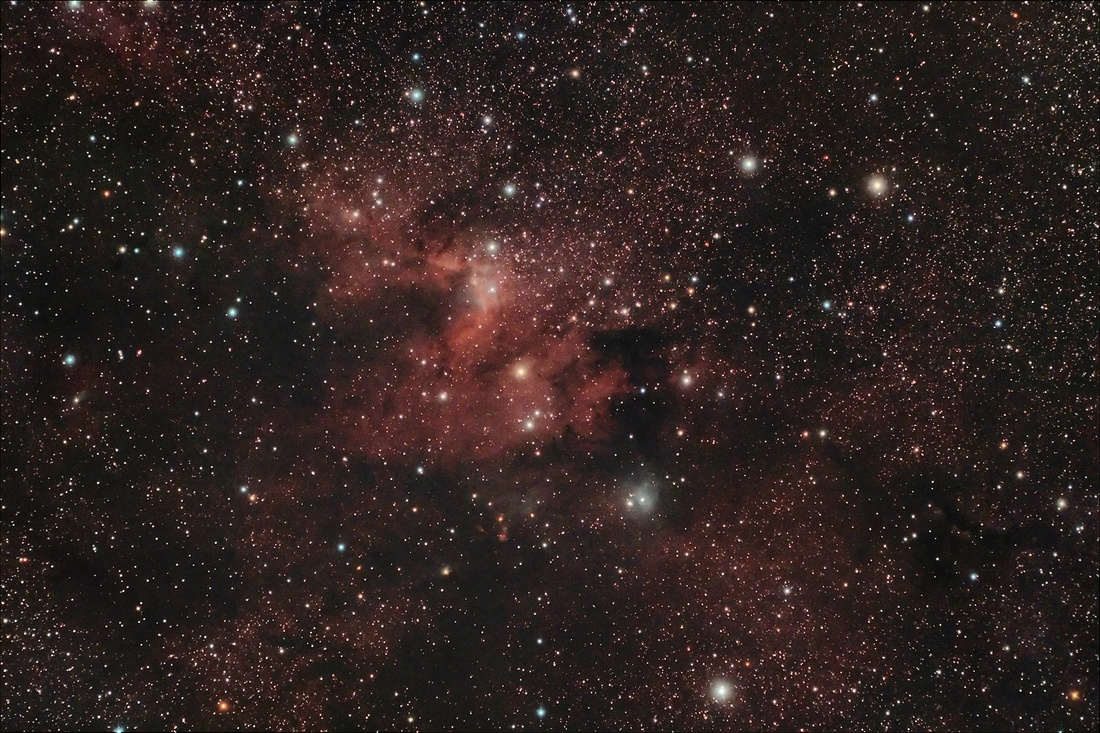
Sh2-155, la Nebulosa Grotta, in cui sono attivi importanti processi di formazione stellare.

Cepheus OB3 contiene una quarantina di stelle giovani e brillanti, fra le quali spiccano tre stelle blu di sequenza principale, due stelle azzurre anch'esse nella sequenza principale e una gigante blu di classe B0III. Fra queste, le più luminose in termini di magnitudine assoluta sono HD 217086, di classe O7V e magnitudine -4,9, e la gigante sopra citata, di magnitudine -4,8. Studi fotometrici condotti negli anni novanta hanno ridefinito questa lista di componenti, estendendola alle stelle più deboli. Da notare tuttavia che uno studio del 2005 indica che due delle componenti di classe O indicate come appartenenti all'associazione potrebbero far parte di un ammasso aperto più remoto, denominato ASCC 1125, con un'età di 10 milioni di anni e situato a 1500 parsec dal Sole.
In quest'associazione ci sono evidenze di una suddivisione delle sue stelle membri in due sottogruppi, catalogati come Cepheus OB3a e Cepheus OB3b, la cui caratteristica discriminante è l'età: Cepheus OB3a sarebbe infatti il sottogruppo più giovane, con un'età inizialmente stimata sui 4 milioni di anni, mentre il secondo avrebbe circa 8 milioni di anni; con l'affinarsi delle tecniche di rilevazione, è stata in seguito indicata un'età di 5,5 milioni di anni per il primo e di 7,5 milioni di anni per il secondo. Le stelle più luminose del sottogruppo Cepheus OB3b eccitano i gas di una vicina nebulosa, la regione di idrogeno ionizzato Sh2-155 (la famosa Nebulosa Grotta). Secondo uno studio condotto sfruttando i dati del Satellite Hipparcos, è stato avanzato il dubbio che la stella fuggitiva λ Cephei possa essere originaria di quest'associazione, piuttosto che dell'adiacente Cepheus OB2.
Nell'associazione Cepheus OB3 sono note oltre cinquanta sorgenti di raggi X, molte delle quali individuate dal ROSAT; si sospetta che la maggior parte di esse siano originate da stelle T Tauri poste nelle regioni circostanti la nube molecolare (ma non nel suo interno). Sempre ai raggi X, tramite il Chandra X-ray Observatory sono stati scoperti, negli anni duemila, due ammassi aperti molto ricchi, composti da 321 stelle di pre-sequenza principale; uno di questi si estende all'esterno della nube molecolare ed è parte dell'associazione Cepheus OB3b. Queste osservazioni suggeriscono che la funzione di luminosità ai raggi X di quest'associazione differisca da quella ottenuta con altri ammassi simili, come quello nella Nebulosa di Orione: infatti in Cepheus OB3b sono presenti più stelle con massa inferiore alle 0,3 M☉.

## Fenomeni di formazione stellare

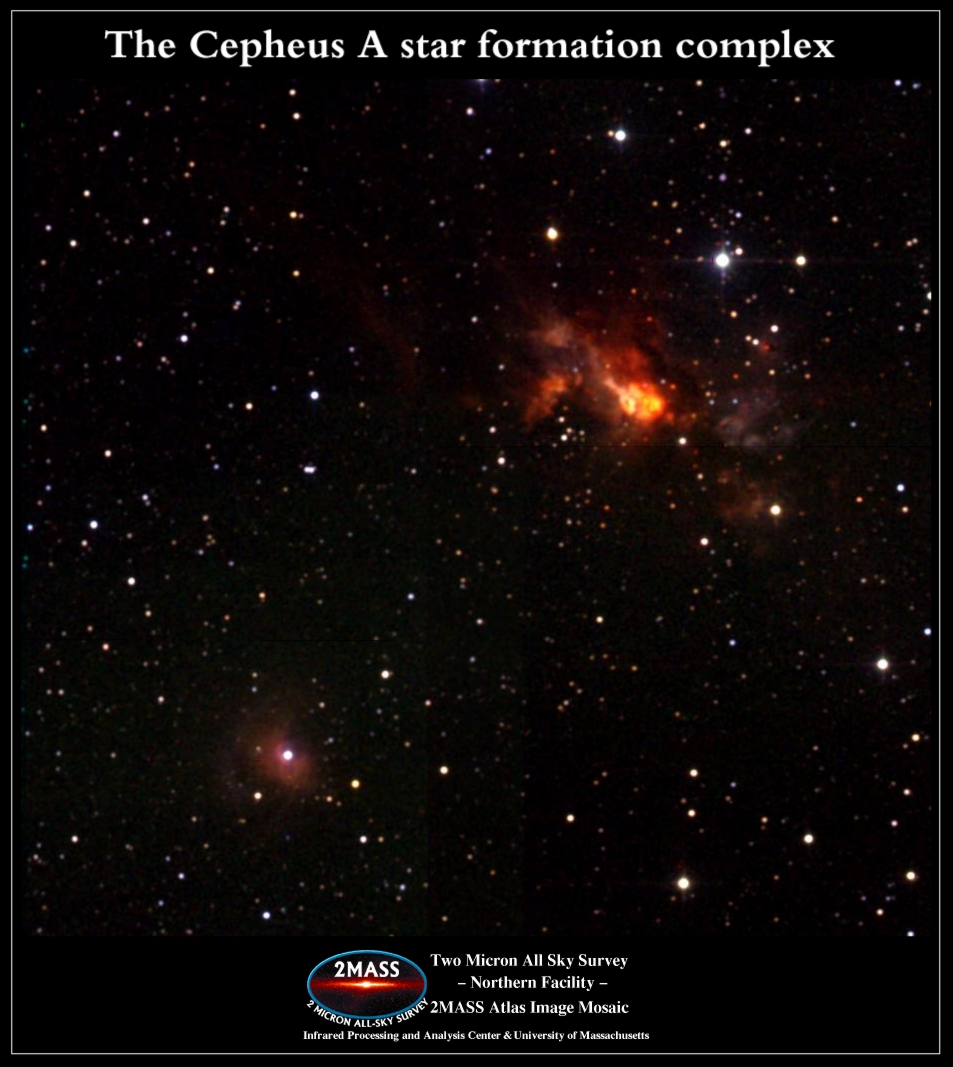
Cepheus A, una delle regioni di formazione stellare più compatte che si conoscano.

Tramite una mappatura al 12CO dell'area dell'associazione, è stato individuato fin dagli anni settanta un complesso nebuloso molecolare dell'estensione di 20x60 parsec, nel quale si possono distinguere alcune aree nebulose più dense, catalogate con sigle progressive da Cepheus A a Cepheus F; in alcune di queste, specialmente nella prima, sarebbe molto attiva la formazione stellare, provocata dell'interazione della nube stessa con la regione H II in espansione Sh2-155. Cepheus OB3 può pertanto essere considerata come un esempio di fenomeno di formazione stellare sequenziale.
Cepheus A è una delle regioni nebulose più studiate del cielo: si tratta di una regione di formazione stellare di grande massa estremamente attiva, al cui interno sono note diverse sorgenti di origine termica e non termica, alcune piccole regioni H II e forti emissioni di radiazione infrarossa, il tutto in un'area di cielo inferiore a un primo d'arco.
La nube Cepheus B si trova invece di fronte alla nebulosa Sh2-155, la cui ionizzazione è dovuta alle componenti più luminose del sottogruppo Cepheus OB3b; questa nebulosa è la più attiva della regione e si ritiene che qui stia avendo luogo la formazione della terza generazione di stelle all'interno di Cepheus OB3. Studi nel continuum radio hanno evidenziato che la regione ionizzata compatta situata fra Sh2-155 e la nube Cepheus B è suddivisa in quattro regioni distinte; la più estesa di queste, denominata Ridge, (la cresta) è eccitata dal fronte di ionizzazione proveniente da oggetti stellari giovani molto luminosi. Le altre tre parti invece nascondono protostelle ancora ben avvolte nei bozzoli nei quali si stanno formando.
A Sh2-155 potrebbe essere associata anche la nebulosa oscura LDN 1211, che contiene al suo interno una struttura a getti bipolare proveniente da una sorgente di radiazione infrarossa e un piccolo e compatto oggetto di Herbig-Haro, HH 363, più altre tre sorgenti infrarosse. In totale, nella regione attorno a Sh2-155 sono note una cinquantina di sorgenti di radiazione infrarossa catalogate dall'IRAS e 24 maser, dei quali sei con emissioni OH, quattordici con emissioni H2O e quattro con emissioni CH3OH.

### Testi generali
- (EN)   Robert Burnham, Jr., Burnham's Celestial Handbook: Volume Two, New York, Dover Publications, Inc., 1978.
- (EN)   Thomas T. Arny, Explorations:  An Introduction to Astronomy, 3 updatedª ed., Boston, McGraw-Hill, 2007, ISBN 0-07-321369-1.
- AA.VV, L'Universo - Grande enciclopedia dell'astronomia, Novara, De Agostini, 2002.
- J. Gribbin, Enciclopedia di astronomia e cosmologia, Milano, Garzanti, 2005, ISBN 88-11-50517-8.
- W. Owen, et al, Atlante illustrato dell'Universo, Milano, Il Viaggiatore, 2006, ISBN 88-365-3679-4.

### Testi specifici

#### Sull'evoluzione stellare
- (EN)   C. J. Lada, N. D. Kylafits, The Origin of Stars and Planetary Systems, Kluwer Academic Publishers, 1999, ISBN 0-7923-5909-7.
- A. De Blasi, Le stelle: nascita, evoluzione e morte, Bologna, CLUEB, 2002, ISBN 88-491-1832-5.
- C. Abbondi, Universo in evoluzione dalla nascita alla morte delle stelle, Sandit, 2007, ISBN 88-89150-32-7.

#### Sull'associazione Cepheus OB3
- Kun, M.; Kiss, Z. T.; Balog, Z., Star Forming Regions in Cepheus (PDF), Handbook of Star Forming Regions, Volume I: The Northern Sky ASP Monograph Publications, Bo Reipurth, dicembre 2008,  p. 1, ISBN 978-1-58381-670-7.

### Carte celesti
- Toshimi Taki, Taki's 8.5 Magnitude Star Atlas, su geocities.jp, 2005. URL consultato il 6 aprile 2013 (archiviato dall'url originale il 5 novembre 2018). - Atlante celeste liberamente scaricabile in formato PDF.
- Tirion, Rappaport, Lovi, Uranometria 2000.0 - Volume I - The Northern Hemisphere to -6°, Richmond, Virginia, USA, Willmann-Bell, inc., 1987, ISBN 0-943396-14-X.
- Tirion, Sinnott, Sky Atlas 2000.0, 2ª ed., Cambridge, USA, Cambridge University Press, 1998, ISBN 0-933346-90-5.
- Tirion, The Cambridge Star Atlas 2000.0, 3ª ed., Cambridge, USA, Cambridge University Press, 2001, ISBN 0-521-80084-6.